# نیکلاس فیگال
نیکلاس فیگال (انگلیسی: Nicolás Figal؛ زادهٔ ۳ آوریل ۱۹۹۴) بازیکن فوتبال اهل آرژانتین است.
از باشگاه‌هایی که در آن بازی کرده‌است می‌توان به باشگاه فوتبال اینتر میامی، باشگاه فوتبال ایندپندینته، و باشگاه فوتبال بوکا جونیورز اشاره کرد.